# День жінок-мироносиць
День жінок-мироносиць, або Неділя святих жінок-мироносиць — перехідне свято у церковному календарі, що відзначається у третю неділю (сам Великдень рахується як перша неділя) після Великодня. У цей день згадують жінок-мироносиць, а також Йосипа Ариматейського і таємного учня Ісуса Христа — Никодима.
У культурі східних слов'ян вважається жіночим святом. У деяких місцях у цей день проводився обряд кумування. Обрядовою їжею була дівоча або жіноча яєшня. Цей день завершав весняну молодіжну обрядовість Радоницького тижня.

## Значення в православній вірі
Жінки-мироносиці — це жінки, які в ніч Воскресіння Ісуса Христа прийшли до Гробу Господнього, щоб за звичаєм намастити його тіло ароматними маслами. Вони були серед перших вірян, хто залишивши свої будинки пішли за Христом.
У святому письмі згадується сім жінок: Марія Магдалина, Іоанна, Сусанна, Марія Клеопова, Соломія, Марфа і Марія — сестри Лазарь, хоча, можливо, що їх було більше. Коли жінки йшли до Гробу, вони обговорювали, хто відвалить камінь, але підійшовши побачили ангела, який сповістив їм, що Ісус воскрес.
У Євангеліє від Івана вказується, що першою до Гробу підійшла Марія Магдалина. Коли вона побачила, що Ісуса немає, вона почала плакати, так як вирішила, що його викрали. Тут до неї з'явилися два ангели і сам Ісус, якого вона не впізнала. Ісус дозволив їй сповістити апостолам, що Ісус Христос Воскрес.
У православній вірі жінок-мироносиць шанують у зв'язку з Воскресінням Господнім тому що вони, не боячись гоніння, першими прийшли до Гробу Господнього, побачили ангела і першими повідомили світу, що Ісус Воскрес.

## Традиції
У цей день жінки йдуть до церкви. Жінки в день жон-мироносиць вважались іменинницями, тому чоловіки їх вітали і намагалися порадувати подарунками.
У давні часи жінки збиралися великими групами і святкували. Існували також традиції, коли всі жінки в цей день приносили яйця, а господиня готувала велику яєшню. Також існувала традиція «кумування», коли дівчата називали одна одну кумою і потім так називались все життя.
Ще одна з традицій — поминальна, коли день чи навіть весь тиждень поминають померлих.

## Прикмети
- Якщо на цей день багато роси, то день буде погожий, а якщо роси майже немає, то жди дощу.
- Якщо вже квітує черемха, то друга частина травня буде холодною, а літо дощовим[4].